# ماري آن بوكستون
ماري آن بوكستون (بالإنجليزية: Mary Ann Buxton)‏ هي سيدة أعمال ومُدرسة نيوزيلندية، ولدت في 1795، وتوفيت في 18 أكتوبر 1888.